# 솔거
솔거(率居, 연대미상)는 신라 때의 화가로, 삼국사기에 열전만이 남아 있을 뿐이다.
삼국사기에 의하면 솔거는 미천한 집안 출신으로 그 조상에 대한 기록이 없다. 선천적으로 그림에 뛰어났으며 황룡사 벽에 그린 노송(老松)이 실물과 같아 새들이 날아들었다 부딪혀 죽었다는 일화가 전해진다. 이 일화에 의하면 훗날 황룡사의 벽에 그려져 있던 노송도의 색이 바래지자 한 승려가 노송도를 색을 다시 칠했고 새들이 오지 않았다고 한다.
이외에도 분황사(芬皇寺)의 《관음보살도》(觀音菩薩圖), 산청 단속사(斷俗寺)의 《유마상》(維磨像), 《한배검 천진상》(檀君肖像), 《진흥왕대렵도팔폭》(眞興王大獵圖八幅) 등이 있었다 하나 전하여지지 않는다.

## 여담
- 경주시 천군동에 솔거의 이름을 딴 경주솔거미술관이 있다.

## 같이 보기
- 경주솔거미술관

## 참고자료
- 삼국사기 솔거 열전[깨진 링크(과거 내용 찾기)]
- 이 문서에는 다음커뮤니케이션(현 카카오)에서 GFDL 또는 CC-SA 라이선스로 배포한 글로벌 세계대백과사전의 내용을 기초로 작성된 글이 포함되어 있습니다.
- 네이트 한국학 인물검색[깨진 링크(과거 내용 찾기)]